# Verkehrseinheit
Als Verkehrseinheit (englisch traffic unit) bezeichnet man zumeist im Luftverkehr eine statistische Größe, um Verkehrsmengen und Verkehrsarbeiten bei der Luftfracht und der Passagierluftfahrt zu vergleichen.

## Definition
Eine Verkehrseinheit entspricht dabei im Luftverkehr einem Passagier mit Handgepäck oder 100 kg Luftfracht oder -post.
Im Bahnverkehr wird eine Verkehrseinheit mit einem Personenkilometer oder einem Tonnenkilometer gleichgesetzt.

## Beschreibung
Im Luftverkehr wird als statistische Größe in der Regel die Verkehrsmenge verwendet. Im Eisenbahnverkehr wird als Standard die Verkehrsarbeit (Verkehrsmenge x zurückgelegtem Weg) als statistische Größe verwendet. Dies zeigt sich auch bei der unterschiedlichen Definition im Bahn- und Luftverkehr.
Die unterschiedlichen Relationen zwischen Flugpassagier zu Luftfracht (1 Person : 100 kg) und Fahrgast zu Schienenfracht (1 Person : 1.000 kg) ergeben sich aus ungefähren Erlösrelationen zwischen Personen- und Güterverkehr in den beiden Verkehrsarten.

## Weitere Bedeutung
Ein Verkehrselement wird von vielen Autoren auch synonym in der Verkehrswissenschaft als Verkehrseinheit bezeichnet.